# Monnina pseudostipulata
Monnina pseudostipulata är en jungfrulinsväxtart som beskrevs av Chod.. Monnina pseudostipulata ingår i släktet Monnina och familjen jungfrulinsväxter. Inga underarter finns listade i Catalogue of Life.